# Chacun sa place !
Chacun sa place ! est une émission de télévision française diffusée sur RTL9 du 6 novembre 2006 au 1er décembre 2006 et présentée par Évelyne Thomas.

## Diffusion
L'émission était diffusée chaque soir de la semaine de 19 h 20 à 20 heures.

## Principe
Le concept de Chacun sa place ! repose sur une idée simple : nous avons tous une place à prendre dans la société à condition de ne pas se laisser envahir par les autres.
Alternant thèmes de société, histoires familiales et histoires insolites, Chacun sa place ! est fidèle à ce qu’Évelyne Thomas a toujours défendu : donner la parole à des anonymes. 
Chaque jour, un anonyme vient dire à un proche, un représentant associatif, etc : « Chacun sa place, ta place n’est pas… ». Afin de voir ses arguments défendus, des témoins extérieurs interviennent en cours d’émission. 
Évelyne Thomas est épaulée en plateau par les « experts » de l’émission.
Le public donne son opinion, pose des questions et apporte le témoignage de son vécu. 
En fin d’émission, celui à qui l’on est venu demander de changer de place décide ou non de prendre une autre place.

## Exemples de thèmes abordés
- Papa, arrête de choisir mes mecs !
- Lâche tes rêves de star !
- Ta place n’est pas dans la cage aux lions
- Flics et banlieue
- Ma sœur, arrête le strip tease
- réussie ta vie avant de rêver

## Commentaire
Le lancement de cette émission de la rentrée 2006 sur RTL9 fit beaucoup de bruit dans les médias car il marquait le grand retour d’Évelyne Thomas à la télévision mais aussi et surtout à la présentation d’un talk-show, format qui avait fait d’elle l’animatrice préférée des français grâce à C'est mon choix diffusée sur France 3 de 1999 à 2004. Cependant quelques semaines après ses débuts, l'émission est supprimée faute d'audience. Elle était également trop chère à produire pour une chaîne du câble.[réf. nécessaire]